# Kholegaun Khanigau
Kholegaun Khanigau – gaun wikas samiti w środkowej części Nepalu w strefie Bagmati w dystrykcie Nuwakot. Według nepalskiego spisu powszechnego z 2001 roku liczył on 1073 gospodarstw domowych i 5670 mieszkańców (2986 kobiet i 2684 mężczyzn).